# Muscelu Cărămănești
Muscelu Cărămănești – wieś w Rumunii, w okręgu Buzău, w gminie Colți. W 2011 roku liczyła 116 mieszkańców.